# Isla Multiespacio
El complejo Isla Multiespacio (abreviado IME) se encuentra actualmente en construcción. Se prevé que posea el rascacielos más alto de Venezuela con 244,3 m de altura. Se encuentra en la ciudad de Valencia, estado Carabobo. Su construcción se inició en julio de 2009 y no se sabe en que fecha estará terminada la obra. Se ha anunciado que albergará un centro comercial, un hotel, un teatro, una torre de oficinas, un edificio de medicina integral y estética y un edificio de estacionamiento. 

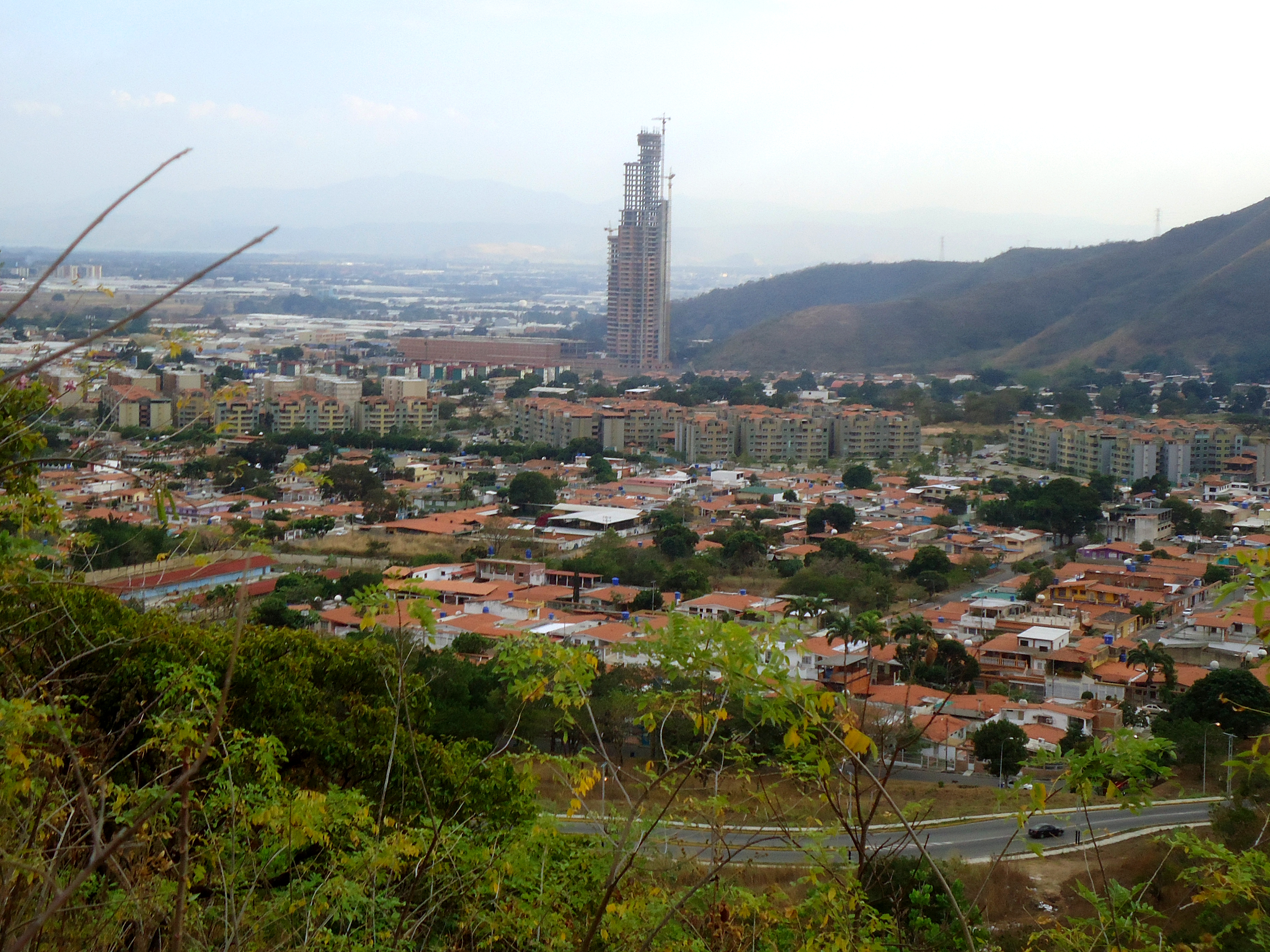
Isla Multiespacio en el año 2014

El complejo IME cuando este terminado será uno de los atractivos arquitectos más importantes del área metropolitana de la ciudad de Valencia.

## Características

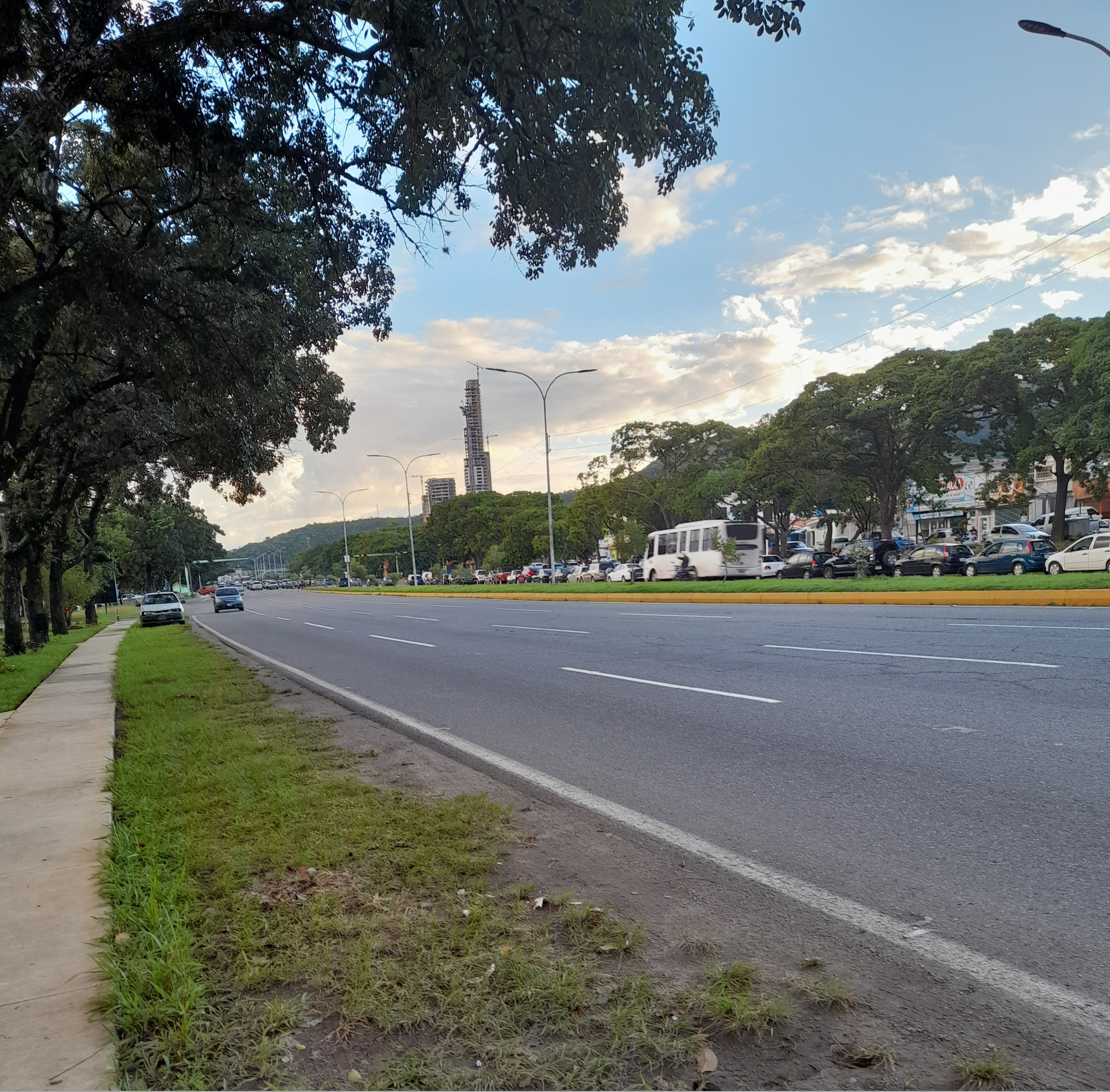
Avenida Don Julio Centeno

### Torre corporativa
Se prevé que la Torre Corporativa IME tenga 244,3 metros de altura y 53 plantas, con oficinas de hasta 750 metros cuadrados. Se espera que la Torre cuente con seis ascensores panorámicos que recorren 5,6 metros por segundo.[cita requerida]

### Hotel Intercontinental
La segunda torre del complejo albergará la nueva sede del Hotel InterContinental Valencia. El mismo proyecta tener más 300 habitaciones;[cita requerida] cada una con más de 36 m², con suites de 68 m² y una suite presidencial de 174 m². Se prevé que mida 102 metros y que tenga 24 plantas. Tendrá un área de 23.897 m² con siete salones.[cita requerida] En el último piso tendrá espacios para practicar deportes y zonas de relajación.[cita requerida]

### Teatro privado
El foyer de la planta alta es un mirador mientras que el de la planta baja es la entrada al salón principal que tiene capacidad para 1200 butacas. El espacio de las gradas del foso se repliega para transformarse en un salón de 1500 m² aproximados a los que pueden añadirse 853 m² de la mezzanina para convertirse en una gran sala show o un centro de convenciones. Su versatilidad permite el montaje y desarrollo de 2 espectáculos al mismo tiempo. La altura del escenario (25 metros libres) permite alojar cómodamente, de pie, un elefante. Como todo teatro tiene áreas para reuniones y ensayos.[cita requerida]

### Centro comercial
La idea es que cada quien escoja cómo quiere recorrer el centro comercial: bajo techo, en el aire acondicionado o al aire libre por las calles y el bulevar entre grandes techos de lonas que le dan la sombra y la frescura de un ambiente abierto y agradable.[cita requerida]
El centro comercial de 22.206 m² está dividido en 4 módulos de edificios con áreas cerradas y al aire libre que simulan el comercio urbano propio de las calles de hace unas décadas atrás, con avisos de neón, fachadas con personalidad, terrazas, artesanos y artistas en plena faena creativa. En total tendrá un área de más de 180 locales comerciales que incluyen feria de comida, restaurantes y 8 salas de cines vip de 2.205 m².[cita requerida]

### Clínica de medicina integral y estética
Tiene 12 pisos y un área de 3600 m².[cita requerida]

### Edificio de estacionamiento
Contará con un edificio de estacionamiento, el cual está diseñado con facilidad de acceso, en sus 4 niveles para un total de 1760 sitios techados, los cuales se sumarán a los 440 puestos del sótano del teatro, para ofrecer un total de 2200 espacios de estacionamientos.[cita requerida]
Tanto el edificio como el semisótano del teatro tendrán dispositivos especiales para agilizar la circulación interna y el tiempo de búsqueda de un puesto libre.[cita requerida]